# Skáld (banda)
Skáld (estilizado SKÁLD) es una banda francesa de música folk formada en 2018. Su estilo está marcado por fuertes influencias del folclore nórdico, así como el uso de instrumentos tradicionales. Las letras de sus canciones están basadas fundamentalmente en la mitología escandinava y son cantadas en lenguas nórdicas, particularmente en Nórdico antiguo.

## Historia
La banda fue formada en 2018 por el productor Christophe Voisin-Boisvinet, junto a los músicos Justine Galmiche, Pierrick Valence y Mattjö Haussy, con el objetivo de contar mitos y leyendas nórdicas cantadas en nórdico antiguo. El nombre "Skáld" hace referencia a los "escaldos": poetas guerreros vikingos que pertenecían a la corte de los reyes escandinavos.
En agosto de 2018 publicaron su primer trabajo, un EP que contenía tres canciones: Gleipnir, Ódinn y Rún, que posteriormente fueron incluidas en su primer álbum, Vikings Chant, publicado por Decca el 25 de enero de 2019. Este álbum fue reeditado bajo el título Vikings Chant (Alfar Fagrahvél Edition) durante el mes de septiembre del mismo año, incluyendo dos nuevos temas originales y tres versiones. Su segundo álbum Vikings Memories fue publicado el 9 de octubre de 2020, avanzando en agosto a través de la plataforma YouTube, su primer sencillo, Fimbulvetr. El 21 de octubre de 2021 publicaron el tema Jólanótt, como adelanto de su siguiente EP, Winter Songs, publicado el 29 de octubre de 2021.
En junio de 2022, antes de la gira de verano de la banda, se anunció que la cantante Justine Galmiche dejaría el grupo por motivos de salud no revelados. Fue sustituida por la cantante Chaos Heidi, quien realizó una gira junto con los nuevos miembros del grupo: Steeve Petit, Marti Ilmar Uibo, Ravn y Julien Loko.
El 20 de septiembre de 2022 se anunció la publicación de un nuevo álbum bajo el título de Huldufólk, que se lanzó el 20 de enero de 2023. El primer sencillo "Troll Kalla Mik" se lanzó el 17 de noviembre de 2022. Chaos Heidi, que había participado en la gira de verano con Skáld, dejó la banda antes del lanzamiento del nuevo álbum y fue sustituida como cantante principal por Lily Jung durante la gira europea de la banda.

## Estilo
El repertorio de la banda está basado en textos nórdicos, adaptados inicialmente por Christophe Voisin-Boisvinet, y desde 2021, por Voisin y Anna Scussel. Las canciones son interpretadas fundamentalmente en nórdico antiguo, aunque también utilizan otras lenguas escandinavas como el islandés, el faroés, el noruego y el sueco, así como algunas versiones en inglés. Utilizan también algunos instrumentos de cuerda tradicionales como la lira, talharpa, citole, jouhikko y nyckelharpa.

## Discografía

### Álbumes
- Vikings Chant (2019)
- Vikings Chant (Alfar Fagrahvél Edition) (2019)
- Vikings Memories (2020)
- Huldufólk (2023)

### EPs
- Skáld (2018)
- Winter Songs (2021)